# Outkast
Овај чланак је о хип-хоп групи. Да бисте пронашли нигеријски филм, потражите Ауткаст (филм).
Ауткаст (енгл. OutKast) је амерички хип-хоп дует, основан у Ист Поинту (Џорџија), граду јужно од Атланте. Изворно су били познати као АКБ (енгл. The OKB, The OutKast Brothers), али су име касније променили у Ауткаст. Првобитни музички стил групе био је мешавина „прљавог југа“ (енгл. Dirty south) и „г-фанка“ (енгл. G-Funk). Касније су музичкој палети ове групе додати и елементи фанка, соула, попа, електронске музике, рока, говорне поезије, џеза и блуза. Дует чине рођени Атланћанин, Андре (Андре 3000) Бенџамин и Антон (Биг Бој) Патон, рођен у Савани у Џорџији.
Овај дует се сматра за једну од најуспешнијих хип-хоп група свих времена, с обзиром на то да су освојили шест Греми награда. Осам Ауткастових издања: шест студијских албума, издање највећих хитова, и један дупли албум који је био састављен од соло албума оба члана, продати су у преко 25 милиона примерака. Уз свој комерцијални успех, Ауткаст је успео да одржи и експериментални приступ у стварању музике. Широм света су хваљени због своје оригиналности и уметничке садржине.

## Историја

### Пре настанка групе
Бенџамин и Патон су се упознали док су похађали средњу школу за визуелну уметност и перформансе. Бенџаминови родитељи су били разведени, а он је живео са оцем. У међувремену, Патон је са својих четворо браће и шест сестара морао да се пресели из Саване у Атланту. Бенџамин и Патон су се најзад удружили, а пратили су их Organized Noize, група локалних продуцената, који су касније правили хитове за TLC.
Дует је најпре желео да се зове 2 Shades Deep или The Misfits. С обзиром на то да су та имена већ била заузета, одлучили су се за Ауткаст, пошто су у речнику нашли да то значи одметник и да је то синоним за неприлагођен. Ауткаст, Organized Noize, и школски другови Goodie Mob, формирали су језгро организације Dungeon Family.
Ауткаст су 1992. године потписали за издавачку кућу LaFace Record, и тако постали њихова прва хип-хоп група. Први пут су се појавили у ремиксу за песму What About Your Friends, групе TLC. Свој први сингл објавили су 1994. године под називом Player's Ball. Фанки стил у коме је песма направљена, а који је значајно потпомогнут живим инструментима, био је прави хит код публике. Player's Ball је доспела на прво место Билбордове листе Hot Rap Tracks.

### 
Свој деби албум, Southernplayalisticadillacmuzik, издали су 26. априла 1994. године. Овим албумом су поставили темеље јужњачког хип-хопа, а многи љубитељи хип-хопа га сматрају класиком. Сваку песму на овом албуму продуцирали су Organized Noize у сарадњи са осталим члановима the Dungeon Family организације. На додели Source Awards 1995. године освојили су награду за најбољу нову реп групу. Исте године група је песмом Benz or a Beamer допринела популарном саундтреку New Jersey Drive.
ATLiens, други по реду албум Ауткаста, изашао је на тржиште 27. августа 1996. године. Овај албум је помогао групи да добије признање фанова East Coast хип-хопа и на источној и на западној обали.
На овом албуму, Ауткаст је са новим партнером Дејвидом Мр. Ди-џеј Шитсом, основао продуцентску компанију Earthtone III, која им је омогућила да сами објаве неке своје нумере. ATLiens је други сингл ове групе који је доспео на листу најбољих 40, и назначила почетак Андреовог значајно трезнијег начина живота. Стихове, „Без дроге или алкохола / да бих имао јасан сигнал“, испевао је о себи у песми ATLiens.
Трећи Ауткастов албум Aquemini издат је 29. септембра 1998. године. Достигао је друго место на Билбордовој листи 200 најбољих албума у Сједињеним Државама. Име албума је заправо настало као комбинација зодијачких знакова Биг Боја (водолија) и Андреа (близанци). Многи овај албум сматрају за најбољи ове групе до данас: у критици хип-хоп издања The Source, оцењен је са „5 од 5“.
Године 1999, Роса Паркс поднела је тужбу против Ауткаста и LaFace Recordsa, због најуспешнијег радио сингла који је носио њено име као наслов. У тужби је наведено да је њено име незаконито присвојено у наслову, и такође се приговарало непристојном речнику у стиховима.
Са првобитним називом Sandbox, четврти албум овог двојца, Stankonia објављен је у октобру 2000. године са одличним критикама. Дебитовао је на другом месту Билбордове листе 200 најбољих албума у Сједињеним Државама, да би се касније доказао поставши четвороструко платинаст. У ово време Андре је променио своје уметничко име у André 3000.
Сингл Ms. Jackson са овог албума, постао је њихов први поп хит. Достигао је прво место на листи Billboard Hot 100 и друго на листи синглова Велике Британије. 

### и највећи хитови
У децембру 2001. године, Ауткаст је објавио албум са највећим хитовима под називом Big Boi and Dre Present...OutKast, на коме су се налазиле и три нове песме. Једна од ових песама био је и сингл The Whole World, који је 2002. године освојио Греми награду за „Најбољу реп изведбу од стране неког дуета или групе“. Killer Mike се такође појављује у овој песми, и тако се постаје познат и публици ван своје родне Атланте. Остале две песме су се звале Funkin' Around и Movin' Cool (The After Party).
Исте године учествују на једином заједничком албуму организације Dungeon Family, под називом Even in Darkness, уз Goodie Mob, Killer Mike, Sleepy Brown, Witchdoctor, и Backbone између осталих, представљајући Bubba Sparxxx, Shuga Luv и Mello. Године 2002, група и Killer Mike су допринели саундтреку за филм Scooby Doo песмом Land of a Million Drums.

### 
У септембру 2003. године, Ауткаст је објавио дупли албум Speakerboxxx/The Love Below. У суштини то су два засебна албума, које су посебно издали Андре и Биг Бој, упаковани у једно издање под Ауткастовим знаком. Обојица се појављују на диску оног другог у неколико песама.
Овај албум је до данашњег дана њихов највећи комерцијални успех. Дебитовао је на Билбордовој листи 200 најбољих албума на првом месту и ту се задржао неколико недеља. Албум је продат у преко 5 милиона примерака, и с обзиром на то да је дупли и да је заправо продато више од 10 милиона дискова, достигао је дијамантски тираж.
Прве две песме са оба албума, које су објављене готово истовремено, су Биг Бојева The Way You Move и Андреева Hey Ya!. Видео-спот за Hey Ya! је настао на основу историјског појављивања Битлса у шоу Еда Саливена.
Speakerboxxx/The Love Below је 2004. године освојио Греми награду за најбољи албум године и тако постао тек други реп албум који је освојио ово признање. Први је 1999. године био албум Лорин Хил The Miseducation of Lauryn Hill.
У паузама између албума, Биг Бој и Андре 3000 упустили су се у филмске пројекте. Андре је глумио у акционом филму Џона Сингелтона, под називом Четири брата, а такође је имао улогу и у филму Be Cool. Биг Бој је глумио у филму АТЛ. Обојица су почели да раде на заједничком филму Idlewild, који је режирао Ауткастов музички видео режисер Брајан Барбер.

## Дискографија
- (1994)
- (1996)
- (1998)
- (2000)
- (2003)
- (2006)

## Награде

### Греми награде
Освојене
| Година | Категорија                            | Наслов |
| ------ | ------------------------------------- | ------ |
| 2002   | Најбољи дует реп перформанс           |        |
| 2002   | Најбољи реп албум                     |        |
| 2003   | Најбољи дует реп перформанс           |        |
| 2004   | Албум године                          |        |
| 2004   | Најбољи Урбан-Алтернативни перформанс |        |
| 2004   | Најбољи реп албум                     |        |

Номинације
| Year | Категорија                            | Наслов |
| ---- | ------------------------------------- | ------ |
| 1999 | Најбољи дует реп перформанс           |        |
| 2002 | Најбољи музички видео кратке форме    |        |
| 2002 | Албум године                          |        |
| 2002 | Албум године                          |        |
| 2004 | Продуцент године не-класика           | --     |
| 2004 | Најбољи музички видео кратке форме    |        |
| 2004 | Record of the Year                    |        |
| 2007 | Најбољи Урбан-Алтернативни перформанс |        |
| 2007 | Најбољи дует реп перформанс           |        |
| 2008 | Најбољи дует реп перформанс           |        |